# Syrphoctonus simulans
Syrphoctonus simulans är en stekelart som först beskrevs av Stelfox 1941.  Syrphoctonus simulans ingår i släktet Syrphoctonus och familjen brokparasitsteklar. Inga underarter finns listade i Catalogue of Life.